# Eleazar Swalmius
Eleazar Swalmius (Rhoon, 1582 – Amsterdam, 1652) was een Nederlands contra-remonstrantse predikant en theoloog van Vlaamse afkomst die in 1637 werkzaam was in Amsterdam.

## Familie
Swalmius was de zoon van Henricus van der Swalme. Deze was vermoedelijk geboren in Vlaanderen en verbleef enige tijd in Engeland, voor hij als predikant in 1580 naar Rhoon verhuisde. Het was daar dat vader Van der Swalme zijn naam veranderde in Swalmius en vier zoons kreeg. De eerste was Arnoldus, een predikant in Westmaas en 's-Gravenzande. De tweede was Hendrik de jongere. Deze trouwde in 1600 met Judith van Breda en werd predikant in Oud-Alblas en later van de Grote Kerk (Haarlem, 1625). De derde zoon was Carel (1587-1640), dijkgraaf van Oranjepolder (IJzendijke). De vierde en laatste zoon was Eleazar Swalmius.
Vanaf 1605 was Eleazar Swalmius actief in de gemeenten Poortugaal en Hoogvliet (regio Rotterdam) en tussen 1612-1622 in Schiedam. Hij verbleef ook enige tijd in Utrecht (ca. 1616). Daarna vestigde hij zich te Amsterdam, waar hij deelnam aan de remonstrantse twisten. In de Oude Kerk van deze stad werd hij in 1652 begraven.

## Portret door Rembrandt
In 1637 schilderde Rembrandt zijn werk De predikant Eleazar Swalmius. Vermoedelijk kende Swalmius' familie de kunstenaar goed, gezien een broer van de predikant, Carel, getuige was bij het opstellen van Rembrandt en Saskia van Uylenburghs testament.
- Biografisch Portaal: 29879070
- Digitale Bibliotheek voor de Nederlandse Letteren: swal002
- Gemeinsame Normdatei: 1019758929
- International Standard Name Identifier: 0000 0003 9451 7088
- Nederlandse Thesaurus van Auteursnamen: 082106088
- Virtual International Authority File: 232007960
- WorldCat: E39PBJwtkM9DgJH3dC6GPcJYyd